# Sörházdombi kilátó
A Sörházdombi kilátó Sopron délnyugati részén, a Lővérek legalacsonyabb dombján, az Alsó- és Felső-Lővér között, a 298 m magas Sörház-dombon (korábban Tulipán magaslat) épült kilátótorony. A Lövér-körútról vagy a Sörházdombi útról kellemes sétával könnyen elérhető objektum remek kilátást nyújt az egész városra,   a Soproni-hegység erdőkkel borított lejtőire és a Fertő tóra. Tiszta időben a Rax és a Schneeberg is látható.
A kilátó helyén a 20. század elején rövid ideig gloriette állt. 1939-ben háromszögelési pontot jelöltek ki, melynek tornyát a turisták kilátóként használták. A második világháború alatt összedőlt, és a tornyot lebontották. Helyén 1968-ban épült 16,5 m magas kilátó Rosenstingl Antal tervei szerint, ami az 1980-as évek végre életveszélyessé vált és lebontották. A kilátót 2006-ban építette újjá ragasztott és csavarozott faszerkezettel Szabó Péter és munkatársai tervei alapján a Tanulmányi Erdőgazdaság és Mile Zoltán kivitelezésében a Soproni Városszépítő Egyesület.

## Külső hivatkozások
- Archiválva 2010. május 4-i dátummal a Wayback Machine-ben
- Soproni kilátók, Tanulmányi Erdőgazdaság Zrt., Sopron, 2013.